# جبل العيون
بلدية جبل العيون (بالإسبانية: Gibraleón) هي بلدية تقع في مقاطعة ولبة التابعة لمنطقة أندلسية جنوب إسبانيا.

## الديموغرافيا
بلغ عدد سكان بلدية جبل العيون 12.587 نسمة عام 2011 (وفقاً للمعهد الوطني الإسباني للإحصاء).
| 11.166 | 10.908 | 10.951 | 11.202 | 11.794 | 12.258 | 12.587 |

## أعلام
- ايتور غارسيا